# Wartberg an der Krems
Wartberg an der Krems osztrák mezőváros Felső-Ausztria Kirchdorf an der Krems-i járásában. 2019 januárjában 2995 lakosa volt. 

## Elhelyezkedése

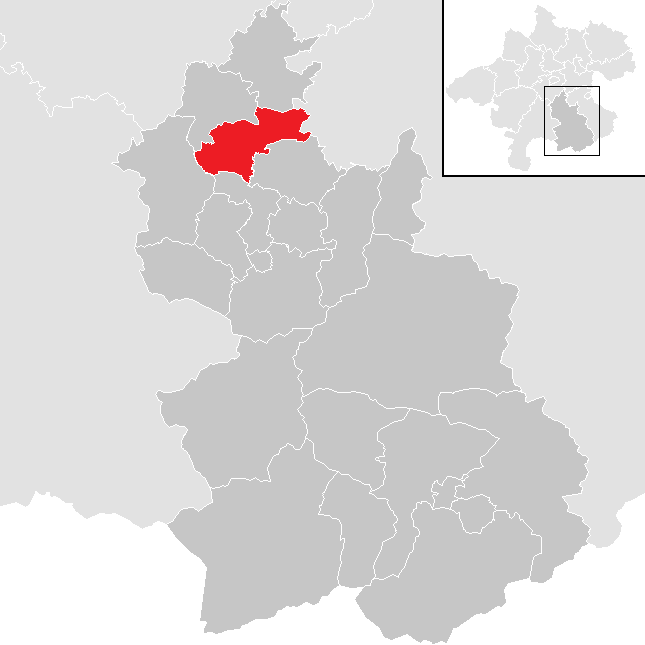
Wartberg an der Krems a Kirchdorf an der Krems-i járásban

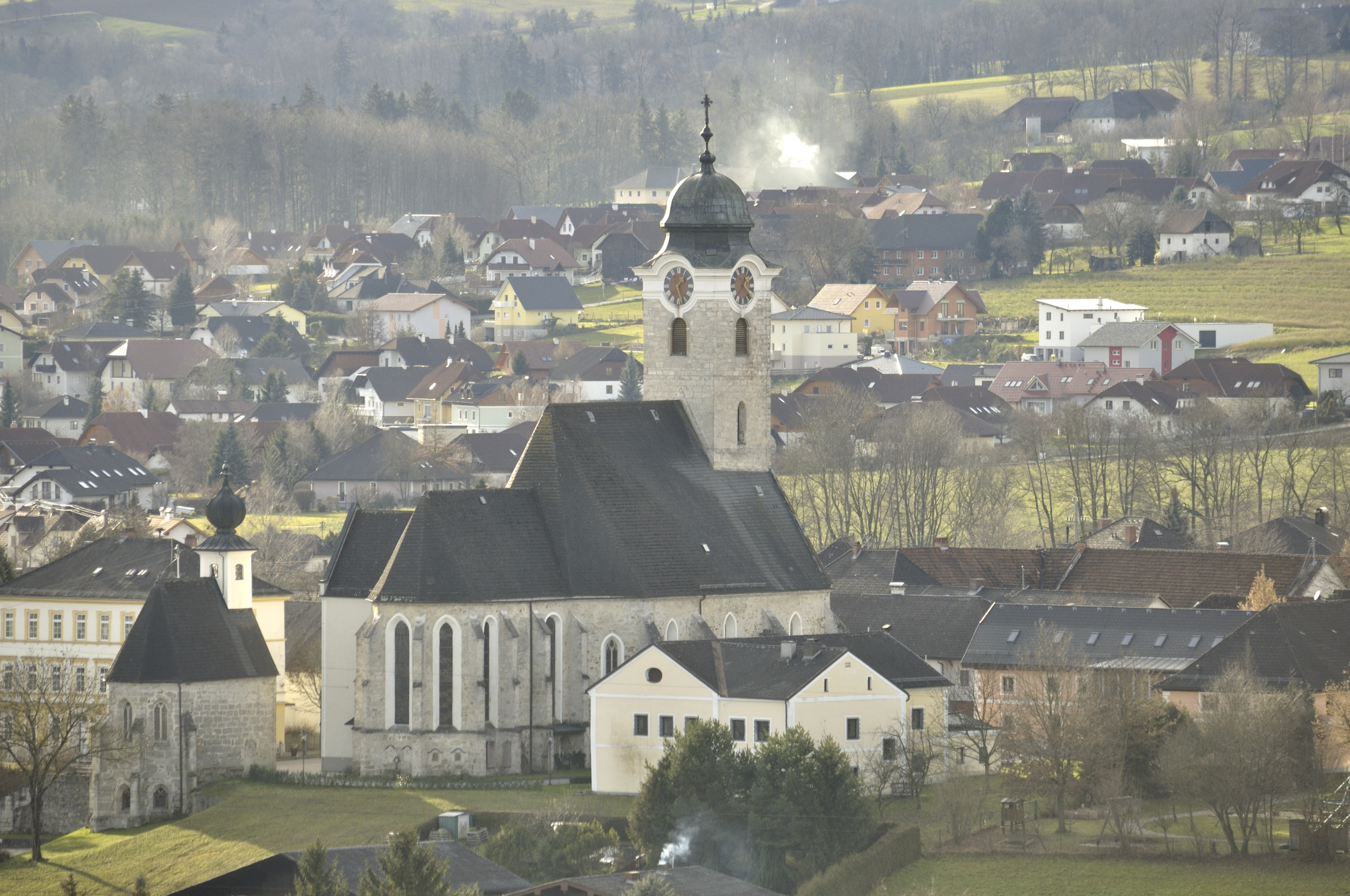
A Szt. Kilián-plébániatemplom

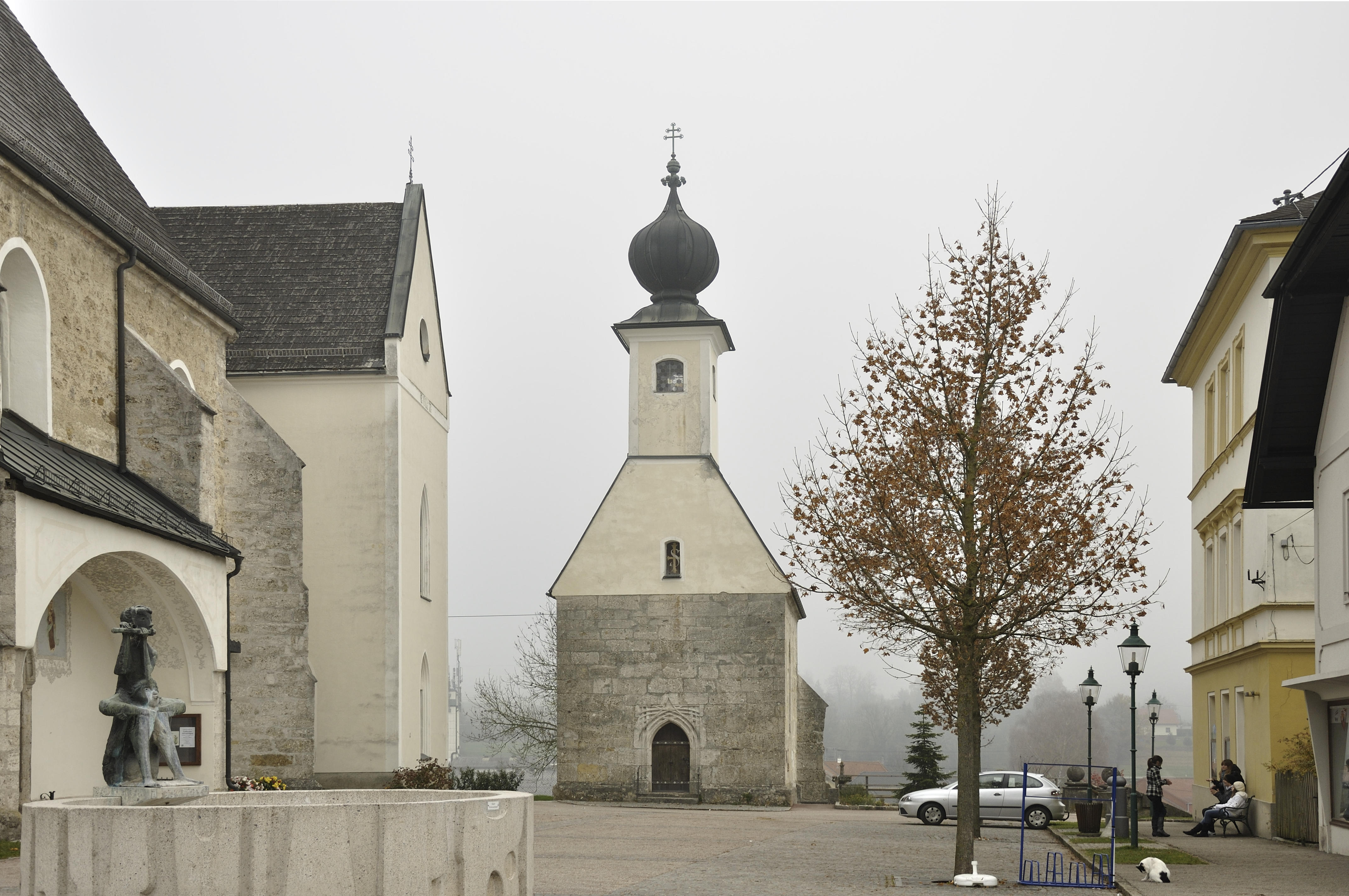
A Szt. Anna-kápolna

Wartberg an der Krems Felső-Ausztria Traunviertel régiójában fekszik a Krems folyó mentén. Területének 7,3%-a erdő és 81,6% áll mezőgazdasági művelés alatt. Az önkormányzat 6 településrészt, illetve falut egyesít: Diepersdorf (314 lakos 2019-ben), Hiersdorf (193), Penzendorf (286), Schachadorf (180), Strienzing (636) és Wartberg an der Krems (1386). 
A környező önkormányzatok: délkeletre Nußbach, délnyugatra Schlierbach, nyugatra Pettenbach, északnyugatra Ried im Traunkreis, északra Kremsmünster, északkeletre Pfarrkirchen bei Bad Hall.

## Története
Wartberget először 1083-ban említik, amikor a kremsmünsteri apátság birtokadományban részesült egy bizonyos Arnoldtól (talán a Wels-Lambach grófok egyike) és megalapították "Wartperch" egyházközségét. 1200 körül az egyházközség a passaui székesegyházi káptalan felügyelete alá került. 1359-ben a schlierbachi apátságnak adományozták. A reformáció, majd az ellenreformáció után 1622-ben a ciszterciták vették át a katolikus hívek gondozását. 
A napóleoni háborúk során több alkalommal megszállták. 1918-tól Felső-Ausztria tartomány része. Miután a Német Birodalom 1938-ban annektálta Ausztriát, az Oberdonaui gauba osztották be, majd a második világháború után visszakerült Felső-Ausztriához. 
Wartberget a tartományi kormányzat 1982-ben mezóvárosi rangra emelte.     

## Lakosság
A Wartberg an der Krems-i önkormányzat területén 2019 januárjában 2995 fő élt. A lakosságszám a csúcspontját 2001-ben érte el 3011 fővel, azóta enyhe csökkenés következett be. 2017-ben a helybeliek 91,2%-a volt osztrák állampolgár; a külföldiek közül 1% a régi (2004 előtti), 3,3% az új EU-tagállamokból érkezett. 2,4% a volt Jugoszlávia (Szlovénia és Horvátország nélkül) vagy Törökország, 2% egyéb országok polgára volt. 2001-ben a lakosok 91%-a római katolikusnak, 1,5% evangélikusnak, 3,6% mohamedánnak, 2,9% pedig felekezeten kívülinek vallotta magát. Ugyanekkor a legnagyobb nemzetiségi csoportokat a német (92,4%) mellett a horvátok (3,8%) és a törökök (1,5%) alkották.
A lakosság számának változása:

| 2016 | 2 980 |
| 2018 | 2 993 |

## Látnivalók
- a késő gótikus Szt. Kilián-plébániatemplomban 1470-ben készült gótikus táblaképek láthatóak
- a Szt. Anna-kápolna

## Testvértelepülések
- Leinburg (Németország)
- Ürmény (Szlovákia)

## Fordítás
- Ez a szócikk részben vagy egészben  a   Wartberg an der Krems című német Wikipédia-szócikk ezen változatának fordításán alapul.  Az eredeti cikk szerkesztőit annak laptörténete sorolja fel. Ez a jelzés csupán a megfogalmazás eredetét és a szerzői jogokat jelzi, nem szolgál a cikkben szereplő információk forrásmegjelöléseként.